# Ernst Traugott von Kortum

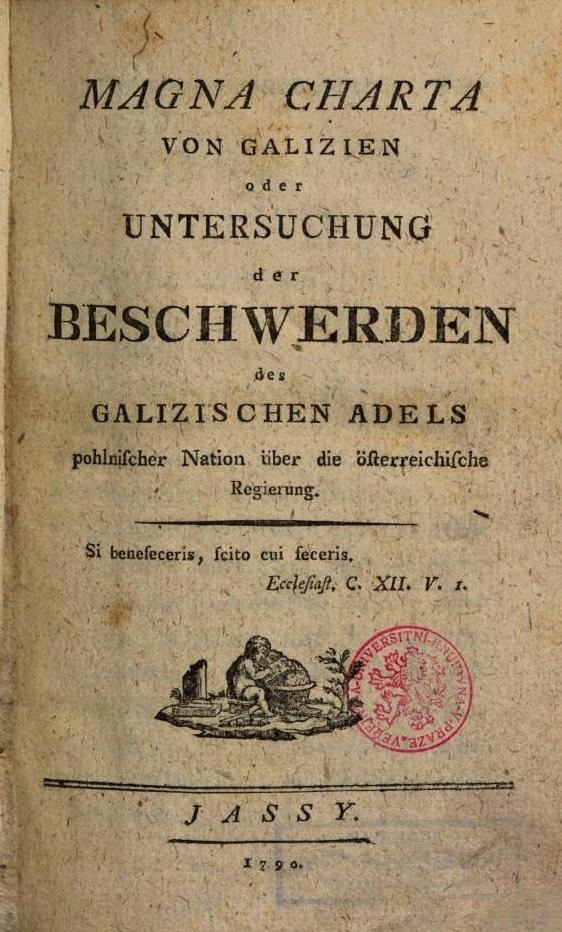
Titel Magna Charta von Galicien, 1790

Ernst Traugott von Kortum (* 12. August 1742 in Bielitz; † 2. Februar 1811 in Lemberg) war deutscher Jurist und Autor, ab 1785 österreichischer Beamter, Hofrat und Politiker, der vor allem in Galizien wirkte.

## Leben
Ernst Traugott Kortum (auch: Kortüm, ab 1809: Ernst Traugott Ritter von Kortum) wurde als Sohn des Naturforschers und Arztes Gottfried Michael Kortum 1742 in der Teschener Gnadenkirche evangelisch getauft, deren Einfluss sich auf den Geheimprotestantismus in ganz Österreich erstreckte. Nachdem er das Gymnasium in Teschen besucht hatte, ging Kortum nach Königsberg (Preußen), wo er an der dortigen Universität Rechtswissenschaft und Philosophie studierte und zu den Schülern Immanuel Kants zählte.
Am 17. September 1771 wurde er zum Hofrat am fürstlich holsteinischen Hof ernannt, trat aber schon bald als geheimer Sekretär in den Dienst des kurländischen Herzogs Ernst Johann in Mitau und leitete dort das königlich-polnische öffentliche Notariat. Im Jahre 1773 folgte der sprachlich und musikalisch sehr versierte Kortum einer Einladung des letzten polnischen Wahlkönigs Stanislaus Poniatowski nach Warschau, wo er zum Staatsrat ernannt und 1775 zum geheimen Staatssekretär des Königs befördert wurde. Bereits 1774 war Kortum dem Tempelherrenorden beigetreten und bekleidete in der Folge hohe Ämter in der Strikten Observanz.
1784 wurde er von Kaiser Joseph II. als stellvertretender Gouverneur nach Lemberg berufen. Um 1785 war er Gubernialrat und Stifter der dortigen Freimaurerloge „Zum Biedermann“. Von 1786 ab sind einige kleinere, meist anonym veröffentlichte Schriften Kortums zu den Themen Staatsverwaltung, Judentum und Freimaurerei überliefert, in denen er vor Esoterik und Geheimnistuerei warnte und sich für Publizität und Besinnung auf freimaurerische Tugenden aussprach. 1795 vertrat er, unter Bezugnahme auf Immanuel Kant, eine latent antisemitische Haltung gegen die Thesen zur bürgerlichen Verbesserung der Juden des preußischen Reformpolitikers Dohm. Kortum negierte die bürgerliche Gleichstellung aufgrund der besonderen kulturell-religiösen Umstände in Galizien als staatswirtschaftlich schädlich und politisch-moralisch nachteilig.
1800 wurde er zum wirklichen Hofrat und Administrator der Staatsgüter und Salinen ernannt. Er erließ zudem die erste zweckmäßige Forstordnung in Galizien und schuf damit Voraussetzungen zur nachhaltigen Bewirtschaftung der großen Waldgebiete des Landes (zuvor wurden Waldungen meist planlos verwüstet). Kortum erwarb sich außerdem große Verdienste als Förderer des evangelischen Kirchen- und Schulwesens in Galizien. In vielen Gemeinden konnten Schulen, Bet- oder Pfarrhäuser nur dank großzügiger Kredite Kortums fertiggestellt werden. 1803–1811 war er Vorsteher der evangelischen Gemeinde in Lemberg.
Von 1802 bis 1805 setzte der zweite Abschnitt der Ansiedlung deutschsprachiger Kolonisten in Galizien ein. In dieser Zeit war Kortum als Domänendirektor die rechte Hand des Gouverneurs Graf Brigido und die treibende Kraft bei diesen Ansiedlungsplänen. Vom 20. April bis 1. November 1803 unternahm Kortum eine mehrmonatige Inspektionsreise und schilderte in einem Bericht die damaligen Verhältnisse in Galizien, was der Besiedlung des Landes mit Kolonisten in Galizien weiteren Auftrieb gab. Kortums glänzendste Epoche war seine Rolle im Jahr 1809, während der Anwesenheit der russischen Armee zu Lemberg, wo er damals dem Landespräsidium als Chef vorstand und trotz Schwierigkeiten beim Versand seiner Depeschen nach Wien einen versöhnlichen Ausgleich mit den russischen Besatzern bewirken konnte. Er wurde für seine Verdienste in Galizien ca. 1809 mit dem höchsten österreichischen Orden für Zivildienste, dem Sankt-Stephans-Orden, ausgezeichnet und in den erblichen Ritterstand versetzt.
Der überdurchschnittlich gebildete Kortum war mit allen wichtigen europäischen Sprachen vertraut und erlernte in seinen letzten Lebensjahren noch die ungarische Sprache. Mehrere weitere Sprachen, z. B. die dänische und schwedische, hatte er mit Hilfe einer Grammatik und eines Wörterbuches ohne Sprachlehrer erlernt. Er starb unverheiratet und kinderlos, nach seiner feierlichen Beisetzung gab es jedoch Bestrebungen zur Errichtung eines Denkmals zu seinen Ehren.

## Werke
- Ein paar Tröpflein aus dem Brunnen der Wahrheit, 1781 (bei Johann Joachim Christoph Bode)
- Projet d’un code de police pour L'O. des F. M. reunis et rectifiés; verfasst vom Bruder Kortum und verbessert von dem Komitee der Hochwürdigen Provinziallogen, 1783 (Broschüre, online)[6]
- Drey Freymaurer Reden, nicht im freymaurerischen Styl ..., 1786 (anonym)
- Beiträge zur philosophischen Geschichte der heutigen geheimen Gesellschaften, 1786 (anonym)
- Magna Charta von Galicien oder Untersuchung der Beschwerden des galicischen Adels pohlnischer Nation über die oesterreichische Regierung, Lemberg 1790 (im Verlag der Raspeschen Buchhandlung), (online)
- Über das Judentum und die Juden, hauptsächlich in Rücksicht ihres Einflusses auf bürgerlichen Wohlstand, Nürnberg 1795 (anonym)[7]